# کرنل پنو
کرنل پنو (انگلیسی: Cornel Penu؛ زادهٔ ۱۶ june ۱۹۴۶ (۷۸ سال)) ورزشکار هندبال اهل رومانی است.
وی در مسابقات کشوری و بین‌المللی در مجموع برندهٔ ۲ مدال طلا، ۱ مدال نقره، ۲ مدال برنز شده‌است.